# Guido Ubaldo Abbatini

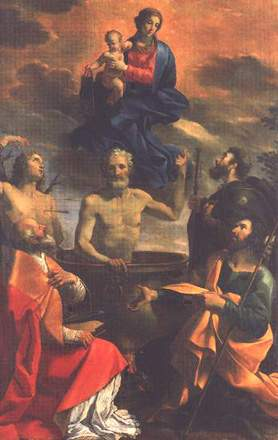
Vierge à l'Enfant avec des saints et un pape martyre

Guido Ubaldo Abbatini (né vers 1600 à Città di Castello, dans la province de Pérouse en Ombrie - mort à Rome en 1656) est un peintre italien baroque du XVIIe siècle, qui a été actif à Rome et à Usigni, frazione de Poggiodomo.

## Biographie
Jeune apprenti à Rome dans l'atelier du Cavalier d'Arpin et ensuite apprécié de ses contemporains comme fresquiste, Guido Ubaldo Abbatini ne fut pas cependant un artiste original, en s'adaptant seulement à la manière des maîtres avec lesquels il collabora.
Assistant du Bernini entre 1630 et 1650, il  peint surtout à fresque sur des projets du maître en différentes églises romaines : de 1647 à 1652, à Santa Maria della Vittoria, pour finir la voûte de la chapelle Cornaro, qui renferme le célèbre groupe berniniano de l'Extase de sainte Thérèse d'Avila, les quadraturas et les décorations de la Gloria dello Spirito Santo, dans la chapelle Angelo Pio de l'église Sant'Agostino, il peint en 1649 le retable de l'Assunzione di Maria Vergine et la même année, les fresques et les décorations dans la chapelle Raimondi de l'église de San Pietro en Montorio, en collaboration avec le classique Giovanni Francesco Romanelli, en peignant à fresque l'année d'après la sacristie de l'église de San Spirito in Sassia.
Entre-temps, en plus d'exécuter, dans  les premières années 1630, de modestes commandes de peintures en clair-obscur et de trompe-l'œil dans la basilique Saint-Pierre de Rome, il remplit également la charge de mosaïste, en collaborant en 1634 avec l'artiste majeur du genre, Giovanni Battista Calandra, à la décoration  de la chapelle de la Madone et en 1644, à la mort de  Calandra, il complète la décoration d'après ses cartons. En 1649 il restaure la mosaïque de La Navicella dans le portail de la basilique.
Au Vatican, dans la Salle de Charlemagne, il  peint les fresques datées de 1635 au 1637, et dans la Salle de la comtesse Mathilde de Canossa les  fresques, sur des cartons de Giovanni Francesco Romanelli, représentants les Scènes de la vie de la comtesse Mathilde, exécutées entre 1637 et 1642.
Dans l'église de San Nicolò, à Scheggino, dans la province de Pérouse, lui est attribuée le retable de la Madonna in gloria e santi, datée de 1644. Toujours en Ombrie, il  peint en 1654 une série de peintures à fresque sur une commission du cardinal Fausto Poli, pour l'église de San Fortunato à Poggioprimocaso, près de Cascia.
Vers 1653 il lui est confiée, encore pour la Basilique Saint-Pierre, la commande pour décorer à mosaïque la chapelle du Sacramento, pendant qu'en 1654 il décore, sur des projets de Pietro da Cortona, la voûte de la coupole de la chapelle de San Sebastiano.
Peu d'autres œuvres, seulement prestigieuses en vertu du commissionnaire, lui sont attribuées : deux portraits d'Urbain VIII, l'un à la Galerie nationale d'art ancien de Rome et l'autre en collection privée, le portrait d'Innocent X et du cardinal Rinaldo d'Este, conservés dans des collections privées et celui du cardinal Francesco Barberini, dans le palais Chigi à Ariccia, près de Rome. On conserve quelques-uns de ses projets dans la Bibliothèque communale d'Urbania.
Il fut l'auteur de projets dont furent tirées des gravures, comme celles qui ornent la première page du livre Aedes Barberinae ad Quirinalem a Comite Hieronymo Tetio Descriptae, publié par Girolamo Teti en 1647, propriété de la reine Christine de Suède et, depuis 1987, à la National Gallery of Art de Washington.

## Œuvres
- Portrait du cardinal Orazio Giustiniani (1645-1646), huile sur toile, collection privée
- Vierge à l'Enfant avec les saints Jacques, Roch, Jean l'évangéliste, Sébastien et un pape martyre, 273 × 175 cm, Chiesa di San Nicola, Scheggino

## Sources
- (it) Cet article est partiellement ou en totalité issu de l’article de Wikipédia en italien intitulé « Guido Ubaldo Abbatini » (voir la liste des auteurs).